# San Lucido
San Lucido község (comune) Olaszország Calabria régiójában, Cosenza megyében.

## Fekvése
A megye nyugati részén fekszik, a Tirrén-tenger partján. Határai: Falconara Albanese, Paola, Rende és San Fili.

## Története
A település valószínűleg az egy földrengés által elpusztított ókori kikötő, Clampetia helyén épült fel. A nevét itt megtelepedő baziliánus szerzetesektől kapta, akik kolostorukat Szent Anicétről nevezték el (San Niceto, majd San Liceto, végül San Lucito). A 11. századtól a cosenzai püspökök birtoka volt, a 15. századtól pedig nápolyi nemesi családok birtokolták. A 19. század elején vált önálló községgé, amikor a Nápolyi Királyságban felszámolták a feudalizmust.

## Népessége
A népesség számának alakulása:

## Főbb látnivalói
- San Giovanni-templom
- Pietà-templom